# Côte-d'Or
Côte-d'Or este un departament în centrul Franței, situat în regiunea Burgundia-Franche-Comté. Este unul dintre departamentele originale ale Franței create în urma Revoluției din 1790. Este singurul departament care nu este numit după un element geografic. Numele înseamnă „Coasta Aurie” și se referă la culoarea aurie în perioada toamnei a dealurilor cu vii din regiune. 

## Localități selectate

### Prefectură
- Dijon

### Sub-prefecturi
- Beaune
- Montbard

### Alte localități
- Semur-en-Auxois

## Diviziuni administrative
- 3 arondismente;
- 43 cantoane;
- 707 comune;